# Rekkof Aircraft
Rekkof Aircraft NV (Rekkof es Fokker escrito al revés) a efectos legales Netherlands Aircraft Company NV, es una empresa aeronáutica holandesa cuya actividad se ha centrado en el objetivo de fabricar versiones actualizadas de los antiguos aviones de pasajeros Fokker F70 y Fokker F100. La producción de estos aviones se detuvo en 1996 después de que su fabricante, la empresa Fokker, entrara en bancarrota. Rekkof Aircraft compró los proyectos y diseños de la antigua Fokker, sobre la base de los cuales ha desarrollado las nuevas generaciones de aviones F70 NG y F100 NG. Entre los cambios introducidos en el diseño original, se encuentra una nueva cabina de navegación digital, motores diferentes y aletas de punta o winglets. La empresa ha anunciado en el año 2011  su intención de producir un tercer modelo, más largo y con mayor capacidad de carga y autonomía de vuelo.

## Historia

### Fokker
El Fokker 100 y su versión corta el Fokker 70, son aviones a reacción, bimotores, fabricados entre 1986 y 1997 por la compañía holandesa Fokker Aviatik GmbH. Están destinados al transporte de pasajeros.  Disponen de un panel de instrumentos totalmente digital que se adelantó a su época y precedió a los que poseen actualmente los modernos Airbus. En total 283 unidades del Fokker 100 fueron vendidas y puestas en servicio por diferentes aerolíneas comerciales hasta que dejó de fabricarse en 1997; para agosto del 2011, 229 Fokker 100 y 48 Fokker 70 permanecían en servicio alrededor del mundo.
No obstante el relativo éxito de estos aviones y la buena aceptación por parte de las aerolíneas regionales, la compañía Fokker cerro sus puertas en 1997. Sin embargo las previsiones actuales, indican una demanda creciente para este tipo de aviones durante los próximos 20 años, según datos de fabricantes como Bombardier Aeroespace. y Embraer, cuyos modelos de la serie CSeries y CRJ NextGen de Bombardier y las series ERJ de Embraer, compiten en el mismo segmento que la serie XF de Rekkof NG aircraft.

### Rekkof

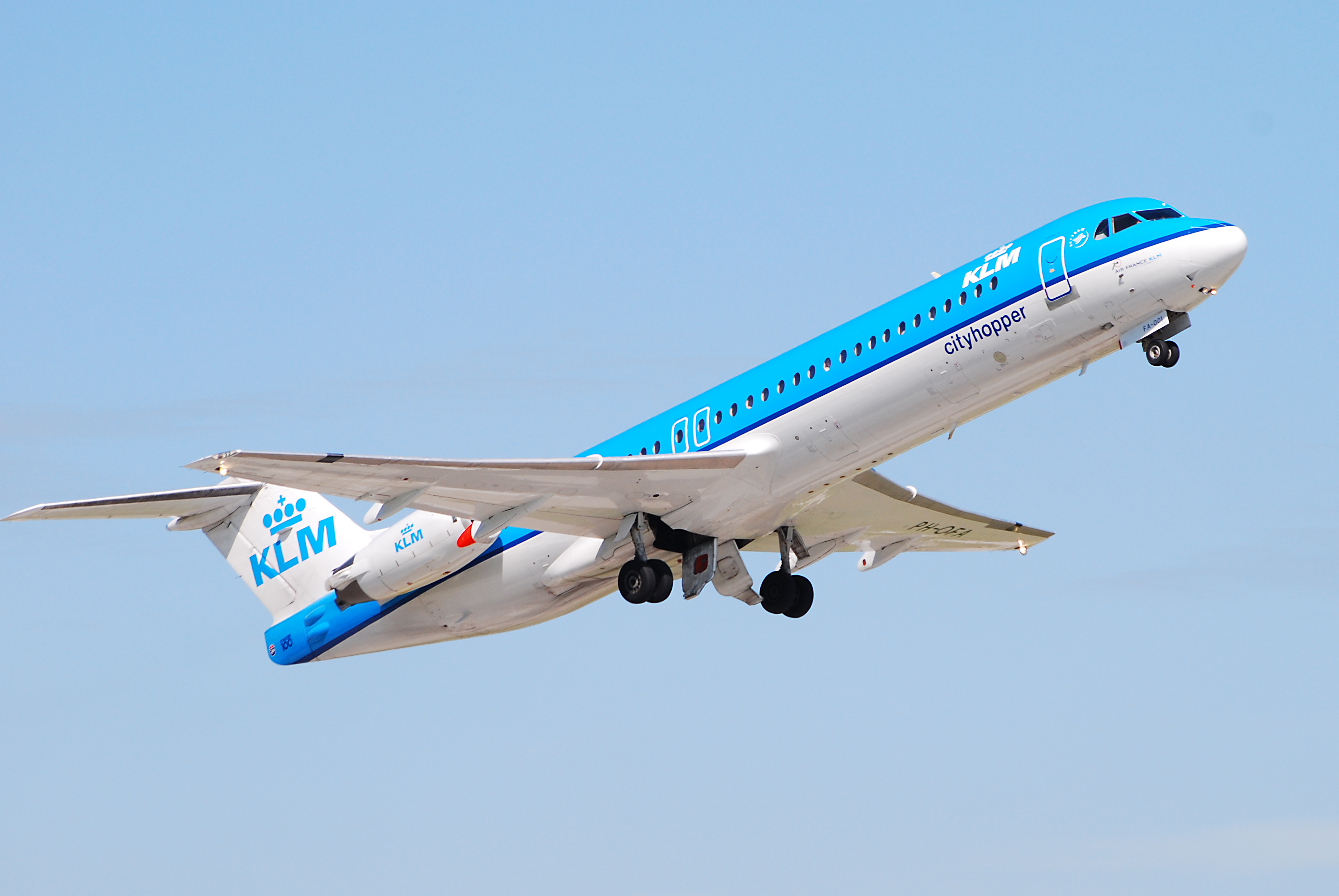
La aerolínea KLM cityhopper filial regional de KLM opera con éxito una flota de aviones que incluye aeronaves Fokker 70 y Fokker 100. En la ilustración Fokker 100 de la KLM Cityhopper saliendo del Aeropuerto de Stuttgart, Alemania.

Rekkof NG Aircraft fue concebida en 1998 por Jaap Rosen Jacobsen y antiguos empleados de Fokker Aviatik GmbH, con la visión de reintroducir al mercado creciente de aviones de pasajeros para vuelos regionales, las versiones evolucionadas de los Fokker 70 y Fokker 100; emprendimiento que ha involucrado tanto el diseño y la ingeniería de los nuevos modelos, la investigación de ofertas de fabricantes de equipos y partes de aeronaves, la búsqueda global de un país que ofrezca la seguridad política y económica para establecer la planta de ensamble así como un exhaustivo análisis de mercado e inversiones, para lo cual Rekkof ha venido consultando con las aerolíneas que aún cuentan con aviones Fokker en servicio en la búsqueda de potenciales pedidos, entre las que más se ha mencionado ha sido la Compañía Real de Aviación KLM.
De lo que ha resultado el diseño de la serie XF de aeronaves de Rekkof NG aircraft y la construcción de la primera planta de fabricación y ensamble en Brasil, destinada en su primera fase a la producción de piezas y a la fabricación de las aeronaves en su segunda fase, con prospecciones de montar 60 aeronaves para el 2013 y 160 el siguiente año.

## Serie XF
Los aviones Fokker de Rekkof próxima generación, ofrecerán una evolución de los jets Fokker F-70 y F-100 para aerolíneas comerciales y  aviones de negocios, conformando una nueva familia de aeronaves denominada serie XF, constituida por los nuevos XF-70 y XF-100 (designados originalmente como F70 NG y F100 NG), estos aviones serán propulsados por dos motores a reacción del tipo Rolls Royce BR-170, lo que les otorgara además de un buen rango, un bajo consumo de combustible y bajos niveles de ruido. Aspectos que vienen a ser reforzados por otras características mejoradas como la adición de aletas isobáricas de punta o winglets, con lo que se consigue reducir el consumo de combustible entre un 2% a 4%, aumentar la capacidad de carga, lograr un mejor comportamiento ante la entrada en pérdida o stall y una reducción de la resistencia.
La Serie XF aspira a ser ampliada con versiones no materializadas de la antigua Fokker cuyos diseños actualmente son propiedad de Rekkof NG aircraft, como la versión Fokker 130, se trata de un tercer modelo más largo y con mayor capacidad de carga y autonomía de vuelo, así como una versión carguera denominada originalmente como Fokker 100QC.

## Mercado Aeronáutico

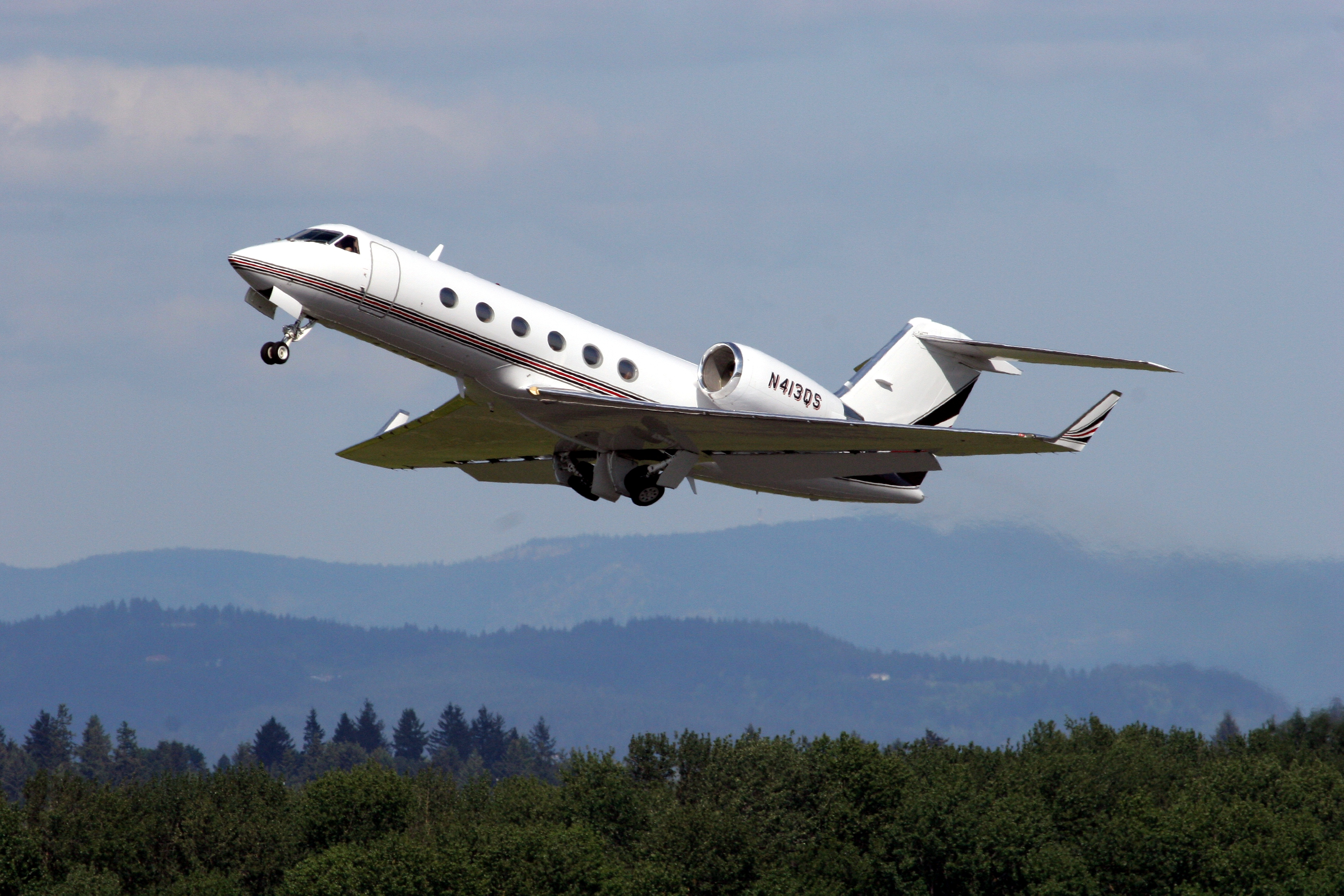
El mercado de los aviones corporativos, transporte VIP o de negocios, constituye también un potencial mercado objetivo o target para los productos de Rekkof Aircraft NV. En la ilustración reactor de negocios Gulfstream IV.

Jaap Rosen Jacobsen, el presidente mundial del fabricante de aviones Rekkof Aircraft, ha manifestado su expectativa de que existe una demanda mundial creciente de aeronaves y en consecuencia un mercado suficiente para que sus diseños puedan competir con aviones similares operadas por aerolíneas regionales como los manufacturados por Bombardier Aerospace y Embraer. Paralelamente a las aerolíneas regionales, el análisis de mercado de Rekkof ha detectado la presencia de compradores potenciales con necesidades en los campos de los  aviones privados, gobiernos, patrullaje marítimo y las fuerzas armadas.
De acuerdo con Alexander ter Kuile, director de mercadotecnia de la empresa, Rekkof esta técnicamente preparada para seguir adelante, y que "cuestiones legales" son las que se están terminando de satisfacer en sus diferentes instancias; en tanto que un informe encargado por Rekkof respecto el efecto de una posible recesión global, señala que su iniciativa vale la pena puesto que el segmento de aviones regionales se mantiene a flote.

## La producción e inversión en Latinoamérica
Si bien las fuentes indican que las declaraciones de Rekkof entre el 2004 y 2005, de reiniciar la producción de los Fokker no se había materializado desde entonces; para marzo de 2011 después de una prolongada búsqueda Jaap Jacobson y Paulo Almada, presidente de la empresa en Brasil, manifestaron el inicio de operaciones de una unidad industrial de la empresa en Anápolis, un municipio brasileño del estado de Goiás.
Argentina, África del Sur, Brasil y Turquía, fueron los países interesados para producir los nuevos Fokker; quedando la decisión final de levantar la planta en Goiás, Brasil, mediante la firma de un convenio con el entonces gobernador Marconi Perillo, en el Palacio de las Esmeraldas. Se trata de un protocolo de intenciones para la instalación de las unidades de montaje de aviones comerciales en Anápolis en estado de Goiás.
Para el efecto y en inicio Rekkof NG Aircraft recibió en 2008 un crédito de 20 millones de Euros, del gobierno Holandés. Por otro lado el valor de la instalación del complejo estimado en 700 millones de Euros, también será apoyado en un 30% por socios brasileros, entre los inversionista brasileros estarían el Banco Nacional de Desarrollo Económico y Social y fondos ofrecidos por el gobierno federal para generar desarrollo económico en la región.
En números la prospección de Rekkof en Brasil es de 14 fábricas instaladas, 10 mil empleos y una producción anual de 84 aviones.
Su primera fase que será fundamentalmente de fabricación piezas o componentes aeronáuticos, se realizara en Holanda, mientras que hacia el 2013 la producción se habrá trasladado gradualmente a los complejos industriales de Rekkof en Brasil.